# Powys
Powys (wymowa angielska: [ˈpaʊ.ɪs]; wymowa walijska: [ˈpowɪs]) – hrabstwo w środkowo-wschodniej Walii (Wielka Brytania), rozciągające się wzdłuż granicy angielskiej. największe pod względem powierzchni (5180 km², 25% terytorium Walii), zamieszkane przez 133 169 osób (2021). Ośrodkiem administracyjnym jest Llandrindod Wells.
Hrabstwo utworzone zostało w 1972 roku z połączenia historycznych hrabstw Montgomeryshire, Radnorshire i Breconshire. Jego nazwa zaczerpnięta została od wczesnośredniowiecznego królestwa walijskiego.
Hrabstwo śródlądowe o przeważająco górskim krajobrazie. W południowej części znajduje się Park Narodowy Brecon Beacons (częściowo także na terenie sąsiednich hrabstw), a w jego obrębie najwyższy szczyt hrabstwa – Pen y Fan (886 m .n.p.m.). Powys graniczy od północy z hrabstwami Wrexham, Denbighshire i Gwynedd, od zachodu z Ceredigion i Carmarthenshire, od południa z Monmouthshire, Blaenau Gwent, Caerphilly, Merthyr Tydfil, Rhondda Cynon Taf i Neath Port Talbot a od wschodu z Anglią.

## Miejscowości
Na terenie hrabstwa znajdują się następujące miejscowości (w nawiasach liczba ludności w 2011):

- Newtown (11 357)
- Ystradgynlais (10 248)
- Brecon (8250)
- Welshpool (5948)
- Llandrindod Wells (5309)
- Knighton (3007)
- Llanidloes (2929)
- Builth Wells (2829)
- Machynlleth (2235)
- Crickhowell (2063)
- Presteigne (2056)
- Hay-on-Wye (1954)
- Rhayader (1824)
- Four Crosses (1438)
- Talgarth (1268)
- Guilsfield (1220)
- Llanfyllin (1105)
- Llanfair Caereinion (1055)
- Llangynidr (1036)
- Montgomery (986)
- Abermule (900)
- Tregynon (892)
- Caersws (816)
- Kerry (785)
- Clyro (781)
- Llansanffraid-ym-Mechain (747)
- Forden (745)
- Carno (730)
- Churchstoke (708)
- Abercrave (696)
- Llangattock (662)
- Llanwrtyd Wells (630)
- Llandinam (576)
- Newbridge-on-Wye (566)
- Coelbren (537)
- Bronllys (491)
- Cwrt Y Gollen (487)
- Arddleen (418)
- Llanrhaeadr-ym-Mochnant (408)
- Norton (375)
- Llangors (371)
- Pontneddfechan (366)
- Crossgates (327)
- Meifod (317)
- Berriew (283)
- Llanyre (279)
- Sennybridge (230)
- Talybont-on-Usk (219)